# Bíblia de Kralice

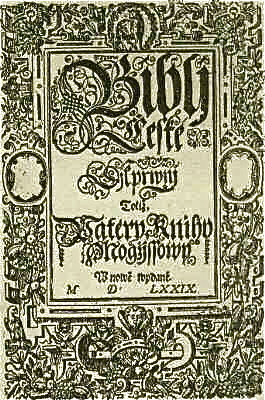
Bíblia de Kralice, frontispício do vol. 1 da edição de 1579.

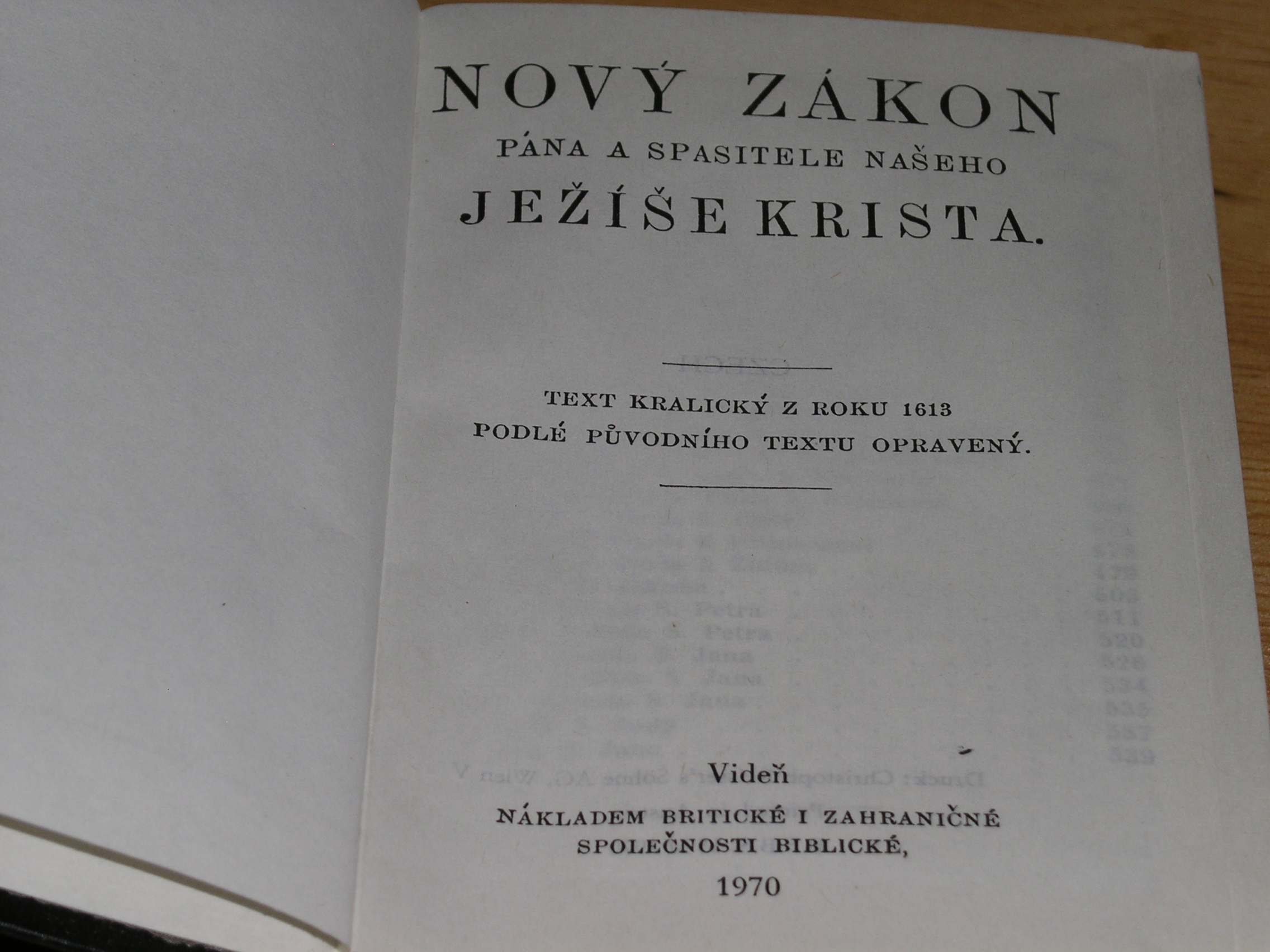
Edição de 1970.

A Bíblia de Kralice (em tcheco Bible kralická) foi a primeira tradução completa da bíblia para o idioma tcheco a partir de seus idiomas originais. Tradução realizada pela Unitas Fratrum e impressa na cidade de Kralice. A primeira edição tinha seis volumes e foi publicada entre os anos de 1579 e 1593. A terceira edição, de 1613, é considerada clássica e até hoje a mais conhecida e usada tradução tcheca.